# Ara-kawa
Pour les articles homonymes, voir Arakawa (homonymie) et Kawa.
Le fleuve Ara (荒川, Ara-kawa) est l'un des principaux cours d'eau s'écoulant à travers Tokyo, la capitale du Japon, et un fleuve de la région de Kantō.

## Géographie
Sa source se situe sur le mont Kobushi dans la préfecture de Saitama et il se jette dans la baie de Tokyo.
Ce fleuve donne notamment son nom à l'un des 23 arrondissements spéciaux tokyoïtes : Arakawa-ku.

## Faits divers
Le fleuve Ara bénéficie d'une célébrité macabre pour avoir été le théâtre de meurtres horribles. En effet, durant l'hiver de 1975, la police y trouva une vingtaine de cadavres de jeunes femmes affreusement mutilés. Cette affaire n'a jamais été élucidée.